# Ладингхуа сјинвензи
Ладингхуа сјинвензи (кин: 拉丁化新文字; пин: Lādīnghuà Xīn Wénzì) је ретко коришћена правописна латинизација за мандарински кинески језик. Обично је писана без тонова под претпоставком да правилни тонови могу да се схвате из контекста.
Ладингхуа је историјски значајна као прва романизација коју су уместо кинеских знакова користили изворни говорници кинеског језика. Настала је и развијена у Совјетском Савезу, а користили су је кинески усељеници све до одласка из Совјетског Савеза. Нешто касније почела се користити у Северној Кини у преко 300 публикација све док је кинеске власти нису забраниле.

## Историја и развој
Израда романизације (北方話拉丁化新文字) почела је 1928. када је Совјетски научноистраживачки институт за Кину одговарајући систем писања помоћу ког би се описменили бројни Кинези на крајњем истоку Совјетског Савеза, што би олакшало њихово даље образовање.
Ова романизација је требало да у потпуности замени кинеске знакове, при чему су се аутори одлучили за латиницу, сматрајући да ће боље послужити од ћирилице. О За разлику од Гвоји ромазија, са компликованим показивањем тона, Ладингхуа сјинвензи не означава тонове и могла се универзално корситити користити за све кинеске језике и наречја.
Аутори система су били КинезЋу Ћубај (1899—1935), који је тада живео у Москви, и руски лингвиста В. С. Колоколов (1896—1979).
Усклађен напор 1931. године између Совјетских синолога Б. М. Алексева, А. А. Драгунова и А. Г. Шрпринтсина, и Кинеских научника, тада у Москви, Ћу Ћубај, Ву Јуџанг, Лин Боћу (林伯渠), Сјао Сан, Ванг Сјангбао и Сју Тели су основали романизацију Латинхуа Синвендз. Романизација је била подржана од бројних кинеских интелектуалаца као што су Гуо Моруо и Лу Сјун, и пробе су проводене међу досељеним 100.000 кинеским радницима за око четири године. Совјетски експеримент са латинизованом кинеском писму је дошло на крају 1936, кад је већина кинеских имигрантних радника су се вратили у Кину. Употребавао се касније, у периоду 1940-1942, у комунистичкој контролисаној пограничној регији Кине Шаансји-Гансу-Нингсја. У новембру 1949, жељезнице у североисточној Кини су усвојили Латинхуа Синвендз за све њихове телекомуникације.
За једно време, ова латинизација је била врло важна у ширењу писмености у северној Кини, и више од 300 публикација, укупно пола милиона издања појавило се у Латинхуа Синвендзу. Међутим:
1944. године покрет латинизације је званично ограничен у подручјима [Кине] под контролом комуниста на изговору да нема довољно оспособљених кадри да уче народ. Вероватније је да, како су се комунисти припремали да преузму власт у много ширем подручју, они су имале друге мисли о реторици која је окруживала покрет латинизације; како би добили максималну популарну подршку, они су повукли подршку покрету који је дубоко уцењивао многе присталице традиционалног писања.

## Опис
Синвендз је дизајниран тако да сваки дијалект има сопствен облик абецеде. Слова у наставку доле представљају само један од тринаест могућих шема, а овде је облик за северни мандарински језик.
Већина Синвендза је слично пинјину у правопису. Међутим, задњонепчани (веларни) африкативи су писани са истим словима као задњонепчани оклузиви, тако да Пекинг је писан као: „Пегинг (Beiging)“ у Синвендзу. Друге разлике укључују коришћење „x“ за оба звука  и , тако да знакови 畫 (пин: huà) и 下 (пин: xià) су писани као „xua“ и „xia“.

### Почетни гласови
|                       | Билабијални | Билабијални | Лабио- дентални | Алвеоларни | Алвеоларни | Ретрофлексни | Ретрофлексни | Алвеоло- палатални | Алвеоло- палатални | Веларни | Веларни |
| Плозив                | b           | p           |                 | d          | t          |              |              |                    |                    | g       | k       |
| Назал                 | m           |             | n               |            |            |              |              |                    |                    |         |         |
| Латерални апроксимант |             |             |                 | l          |            |              |              |                    |                    |         |         |
| Африкатив             |             |             |                 | z          | c          | zh           | ch           | g (j)              | k (q)              |         |         |
| Фрикатив              |             |             | f               | s          | sh         | rh (r)       | x            | x (h)              |                    |         |         |

Кључ
Синвендз се разликује од пинјина
(Пинјин)
[ИПА изговор]
У неким случајевима алвеоло-палатални g, k, x (пин: j, q, x) могу се заменити са z, c, s. На пример, 新 (пинјин: xīn, „ново“) могу бити написани као xin или sin у Синвендзу.

## Финали
| Језгро | Кода   | Задњи глас | Задњи глас | Задњи глас | Задњи глас     |
| Језгро | Кода   | Ø          |            |            |                |
| ------ | ------ | ---------- | ---------- | ---------- | -------------- |
|        | Ø      | a          | ia         | ua         |                |
|        | ai     |            | uai        |            |                |
|        | ao     | iao        |            |            |                |
|        | an     | ian        | uan        | yan (uan)  |                |
|        | ang    | iang       | uang       |            |                |
|        | Ø      | e/o1       | ie         | uo         | ye/yo1 (üe/ue) |
|        | ei     |            | ui         |            |                |
|        | ou     | iu/iou2    |            |            |                |
|        | en     | in         | un         | yn (un)    |                |
|        | eng    | ing        | ung3       | yng (iong) |                |
|        | r (er) |            |            |            |                |
| Ø      | Ø      | -4 (i)     | i          | u          | (ü/u)          |

Кључ
Синвендз се разликује од пинјина
(Пинјин)
[ИПА изговор]
1„e“ и „ye“ су писани као „o“ и „yo“ после почетних гласа g, k и x. Примјери: gogo (哥哥; пинјин: gēge; старији брат), xyosheng (学生; пинјин: xuésheng; ученик)

2Реч 有 (пинјин: yǒu) је писана као „iou“. Друге речи са истим звуком су писане као „iu“. Ово је зато што реч 有 често се појављује у кинеском.
3Самосталан „ung“ је написан као „weng“.
4Шта је написано као „i“ (: []) после zh, ch, sh, r, z, c и s у пинјину није писано у Синвендзу.
Као у пинјину, размаци у Синвендзу су на основи целе речи, а не један слог. Осим за „u“, други слогови који почињу са u су увијек писани са „w“ замењујући u. Слог „u“ почиње само са „w“ када је у средини речи. Исто то односи се на слогове који почињу са i, где се замењује, или у случају слога „i“, претходи га „j“. Слогови који почињу са „y“ су претхођен са „j“ само у средини речи и када претхођен слог се завршава са „n“ или "g". Ово није слично пинјину, који увијек употребљава „w“ и „y“ независно позицијама слогова. Као и у пинјину, апостроф (') је кориштен прије a, o и e да раздвоји слогове у речи када двосмисленост може се створити.
Због тога што Синвендз је писан без назнаком тона, двосмислености може настати са одређеним речима са истим гласом, али другим тоном. Како би се овај проблем заобишао, Синвендз дефинише списак изузетака. На пример, 买 (пинјин: mǎi, „купити“) и 卖 (пинјин: mài, „продати“) је исти звук али другачији тон. Ова прва печ је написана као maai а друга mai у Синвендзу. Уз то, Синвендз такође зове на употребу Кинески поштански систем романизације када се пише имена места у Кини.